# Río Tus
Río Tus är ett vattendrag i Spanien. Det ligger i den centrala delen av landet, 250 km sydost om huvudstaden Madrid.